# Адав-Тулумбаево
Ада́в-Тулумба́ево (тат. Адав-Толымбай) — село в Буинском районе Татарстана, административный центр Адав-Тулумбаевского сельского поселения.

## География
Находится на реке Карла, в 3 км к юго-востоку от города Буинска.

## История
Окрестности села были обитаемы в эпоху бронзового века, о чём свидетельствует археологический памятник — Адав-Тулумбаевское поселение (срубная культура).
Основано в 1655 году. В исторических документах упоминается также как Сиушево.
До 1797 года жители относились к сословию дворцовых, до 1860-х годов — удельных крестьян. Традиционные занятия жителей были земледелие и скотоводство.
В «Списке населенных мест по сведениям 1859 года», изданном в 1863 году, населённый пункт упомянут как удельная деревня Адав-Тулумбаево 2-го стана Буинского уезда Симбирской губернии. Располагалась на левом берегу озера Иркуль, по правую сторону Тетюшского тракта, в 3 верстах от уездного города Буинска и в 56 верстах от становой квартиры в удельной деревне Шихарданы. В деревне, в 42 дворах проживали 402 человека (200 мужчин и 202 женщины), была мечеть.
В 1884 году в селе был открыт мектеб. В начале XX века действовали 2 мечети, медресе, церковь.
До 1920 года село входило в Рунгинскую волость Буинского уезда Симбирской губернии. С 1920 года в составе Буинского кантона ТАССР. С 10 августа 1930 года в Буинском районе.
В 1929 году в селе был организован колхоз. С 1993 года — коллективное хозяйство имени Коминтерна, с 2007 года село в составе ООО «Нива».

## Население
| 1795 | 1859 | 1897 | 1913 | 1920 | 1926 | 1938 | 1949 | 1958 | 1970 | 1979 | 1989 | 2002 | 2010 | 2015 |
| ---- | ---- | ---- | ---- | ---- | ---- | ---- | ---- | ---- | ---- | ---- | ---- | ---- | ---- | ---- |
| 276  | 402  | 1022 | 1417 | 1456 | 1235 | 1523 | 1523 | 1517 | 1373 | 1525 | 931  | 892  | 831  | 899  |

Национальный состав
Согласно результатам перепией населения, в селе проживают татары.

## Экономика
В селе действует сельскохозяйственное предприятие ООО «Ак Барс Буинск».

## Инфраструктура
На территории населённого пункта расположены следующие объекты инфраструктуры:
- средняя школа (с 1918 г. как начальная)
- дом культуры (1974 г.)
- детский сад (1995 г.)
- фельдшерско-акушерский пункт.

В селе имеется сквер Победы.

## Религия
2 мечети (1989 и 1996 гг.). 

## Известные люди
А. И. Николаева (1924—2015) — полевод, Герой Социалистического Труда